# Schloss Königsberg (Faedo)
Das Schloss Königsberg (italienisch Castel Monreale oder Castello di Monreale) befindet sich im Ortsteil Faedo der italienischen Gemeinde San Michele all’Adige im Trentino und zählt dort zu den ortsprägensten Bauwerken. Bereits zur Römerzeit soll dort eine Burganlage gestanden haben.
Das heutige Schloss geht auf eine hochmittelalterliche Burganlage zurück, die im Jahr 1238 ersturkundlich als castrum regalis erwähnt wird und ursprünglich von den Grafen von Eppan als Sekundärburg errichtet worden war. In der markanten Fassade des Baus und der Kapelle mit Fresken aus dem 16. Jahrhundert spiegeln sich mehrere Um- und Ausbauten der Frühen Neuzeit.

## Geschichte
1243 bestätigte der Brixner Fürstbischof Egno von Eppan, dass er die Burg Königsberg gemeinsam mit seinen Neffen Georg und Friedrich von Eppan als Lehen des Bistums Trient hält. 1276 erhielt Graf Meinhard II. von Görz-Tirol die Burg zu Lehen. Die Fürstbischöfe übten ihr Belehnungsrecht fortan nicht weiter aus, sodass Königsberg ein Lehen der Grafen von Tirol und seit 1363 ihrer Erben, der Habsburger, blieb.
Diese setzten verschiedene Pfleger, Lehnsnehmer und Burghauptleute sowie Pfandinhaber ein, darunter ab 1407 bis 1559 die Herren von Thun, die es 1627 bis 1648 nochmals innehatten. In der Zeit von 1508 bis 1559 bauten die Brüder Christoph und Bernhard, danach Sigmund von Thun die baufällige Burg in ein Renaissanceschloss um. Davon zeugen im Rittersaal des Südpalas ein offener Prunkkamin mit marmornem Architrav samt Inschrift und Allianzwappen Thun-Neudeck, darüber ein Fresko-Wappen Thun-Eschenloch, sowie die Triforien im Rittersaal und im Gerichtssaal des Ostpalas. In den Repräsentationsräumen wurden Freskofriese angebracht und die Kapelle ausgemalt, wohl unter Sigmund von Thun († 1559), dem Erbauer des Palazzo Thun in Trient. Reste des Außenputzes lassen auf einen hellgelben Anstrich in Mauerkarierung mit roten Faschen schließen.
1648 wird das Schloss, gemeinsam mit den Herrschaften Enn, Caldiff und Salurn, an die Patrizierfamilie Zenobio aus Venedig vergeben, bei denen die Habsburger Kredite aufgenommen hatten. Gegen diese Lehnsvergabe an eine einflussreiche Familie des „Erbfeinds“ Republik Venedig gab es großen Protest im Tiroler Adel. Von den Zenobio erben 1817 die venezianischen Grafen Albrizzi diese Besitzungen, und im 20. Jahrhundert gehen sie, wiederum im Erbweg, an die Barone Rubin de Cervin-Albrizzi über, die auf Schloss Enn wohnen.
1976 erwarb Familie Schmid, Eigentümer des Weinbaubetriebes Schloss Rametz in Meran, das Schloss Königsberg mit zugehörigem Weinberg, der auf 29 ha vergrößert wurde. 1986 wurden die Dächer erneuert und die Burg damit grundgesichert. Im Inneren ist sie jedoch immer noch verwahrlost und wird als Arbeiterunterkunft und Gerätedepot genutzt.